# Vladimir Belinskij
Vladimir Alekseevič Belinskij (traslitterato anche come Belinski o Belinsky, in russo Владимир Алексеевич Белинский?; 26 marzo 1941) è un fisico russo naturalizzato italiano coinvolto nella ricerca in cosmologia e relatività generale.

## Biografia
Ha lavorato presso l'Istituto Landau di Fisica Teorica dal 1968 al 1989 e ha conseguito la laurea in abilitazione (dottore in scienze) presso questo istituto nel 1980. Dal 2016 ricopre la posizione di professore a tempo indeterminato presso l'International Network of the Centers for Relativistic Astrophysics (ICRANet), Italia.

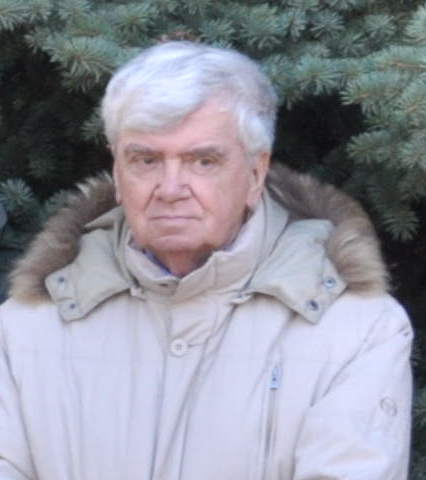
Vladimir Belinski a Minsk

Belinskij ha contribuito alla redazione di alcuni capitoli del corso di fisica teorica di Landau e Lifšic per il volume 2. Uno dei suoi contributi scientifici più notevoli è la congettura di BKL (congettura di Belinskij - Chalatnikov - Lifšic) sul comportamento di soluzioni generiche di equazione di campo di Einstein vicino a una singolarità cosmologica.
Ha co-inventato la trasformazione di Belinskij-Zacharov nel 1978 (un esempio di trasformata inversa di scattering), dimostrando che i buchi neri sono un esempio speciale di solitoni gravitazionali. Un altro suo notevole risultato (ottenuto nel 1985-1987 insieme a L. Griščuk, I. Chalatnikov e Ja. Zel'dovič) è la scoperta dell'"attrattore inflazionistico". Questa è l'unica soluzione delle equazioni gravitazionali con campo scalare massiccio la cui soluzione ha il massimo grado di inflazione e attira la maggior parte di tutte le altre soluzioni costringendole ad avere stadi inflazionistici prolungati.

## Premi
- Medaglia d'oro Landau dell'Accademia delle scienze russa (1974) "Per una serie di opere sulle singolarità nella cosmologia relativistica"
- Premio Marcel Grossmann (2012) "Per la scoperta di una soluzione generale delle equazioni di Einstein con una singolarità cosmologica di un carattere caotico oscillatorio noto come singolarità BKL"[9]